# ۴۷۷ (پیش از میلاد)
۴۷۷ (پیش از میلاد) ۴۷۷مین سال قبل از تقویم میلادی است.

## رویدادها
- شکست قوای جمهوری روم از نیروهای دولت‌شهر اتروسکی ویئی در نبرد کرمرا.